# Йохан Фридрих (Бранденбург-Ансбах)
Йохан Фридрих фон Бранденбург-Ансбах (на немски: Johann Friedrich von Brandenburg-Ansbach; * 18 октомври 1654, Ансбах; † 22 март 1686, Ансбах) от фамилията Хоенцолерн (Линия Бранденбург-Ансбах), е маркграф на франкското Княжество Ансбах от 1667 до 1686 г.

## Живот
Той е най-голямото дете на маркграф Албрехт II фон Бранденбург-Ансбах (1620 – 1667) и втората му съпруга София Маргарета фон Йотинген (1634 – 1664).
През 1667 г., след смъртта на баща му, Йохан Фридрих е под главното опекунство на курфюрст Фридрих Вилхелм фон Бранденбург, който поема регентството в неговото княжество.
Йохан Фридрих следва в университетите в Страсбург и Женева. През 1672 г. той става пълнолетен и поема управлението. Умира на 31 години от едра шарка и е погребан в църквата „Св. Гумбертус“ в Ансбах.
Вдовицата му Елеонора се омъжва през 1692 г. за Йохан Георг IV (1668 –1694), курфюрст на Саксония.

## Фамилия
Първи брак: на 5 февруари 1672 г. в Дурлах с принцеса Йохана Елизабет фон Баден-Дурлах (1651 – 1680), дъщеря на маркграф Фридрих VI фон Баден-Дурлах и Кристина Магдалена фон Пфалц-Цвайбрюкен-Клеебург. Двамата имат децата:
- Леополд Фридрих (1674 – 1676)
- Кристиан Албрехт (1675 – 1692), маркграф на Бранденбург-Ансбах
- Доротея Фридерика (1676 – 1731)

∞ 1699 граф Йохан Райнхард III фон Ханау (1665 – 1736)
- Георг Фридрих II (1678 – 1703), маркграф на Бранденбург-Ансбах
- Шарлота София (1679 – 1680)

Втори брак: на 4 ноември 1681 г. в Айзенах с принцеса Елеонора фон Саксония-Айзенах (1662 – 1696), дъщеря на херцог Йохан Георг I фон Саксония-Айзенах. Двамата имат децата:
- Вилхелмина Каролина (1683 – 1737)

∞ 1705 крал Джордж II от Великобритания (1683 – 1760)
- Фридрих Август (*/† 1685)
- Вилхелм Фридрих (1686 – 1723), маркграф на Бранденбург-Ансбах

∞ 1709 принцеса Кристиана Шарлота (1694 – 1729), дъщеря на херцог Фридрих Карл фон Вюртемберг-Винентал